# Орлова, Ида Генриховна
Ида Генриховна Орлова (нем. Ida Orloff — псевдоним; настоящая фамилия — Ида Маргарета Зиглер фон Эберсвальд (англ. Ida Margaretha Siegler von Eberswald), при рождении — Ида Георгиевна Вейсбек; 16 февраля 1889, Санкт-Петербург, Российская империя — 9 апреля 1945, Тульнербах, Австрия) — российская и австрийская актриса

 театра и немого кино.

## Биография
Ида Георгиевна Вейсбек родилась 16 февраля 1889 года в Санкт-Петербурге в семье Георга Вейсбека, управляющего пивоварней, эмигрировавшего из прусской провинции Гессен в Россию. После смерти отца, примерно в 1895 году, вместе со своими двумя братьями и сестрами и матерью, уроженкой Гейдельберга, переехала в Германию, а затем в Вену, Австрия. После того, как её мать снова вышла замуж за капитана австрийской армии Генриха фон Зиглера, эдлера фон Эберсвальд, имя Иды Вейсбек было изменено на Ида Зиглер фон Эберсвальд. Первоначально получив образование в монастыре, после смерти отчима она продолжила обучение в венской Ottosche Theaterschule.
Она начала свою актерскую карьеру в мире театра и приняла сценический псевдоним Ида Орлова. По словам историков Дженнифер Капчински и Майкла Ричардсона, она уже была «известна своими постановками произведений современной высокой литературы в ведущих немецких театрах» до того, как снялась в классическом датском немом фильме «Атлантида», основанном на романе Герхардта 1912 года.
В 1905 году она познакомилась и завязала отношения с писателем Герхардом Гауптманом, в конечном итоге став его вдохновляющей музой. Он часто подписывал свои письма к ней как «Ваша Ванн» в отношении персонажа его работы «И танцует Пиппа». В последний раз она встречалась с Гауптманом в 1942 году на торжественном приеме, устроенном правительством в честь его 80-летия.
9 апреля 1945 года, когда битва за Вену бушевала всего в нескольких милях отсюда, Ида Орлова покончила жизнь самоубийством в своем доме в пригороде Тульнербах, опасаясь сообщений о массовых изнасилованиях и грабежах со стороны наступающей Советской Армии.

## Фильмография
- 1913 — Атлантида
- 1919 — Баккара

## Внешние ссылки
- Ida Orloff -- The Androom Archives